# Лебедев, Евгений Иванович (шлифовщик)
Евгений Иванович Лебедев (1923—1974) — советский рабочий оборонной промышленности, шлифовщик Кировского завода, Герой Социалистического Труда (1971).

## Биография
Родился в 1923 году.

Могила Лебедева на Красненьком кладбище Санкт-Петербурга.

С 1940 года и до конца своей жизни работал на Кировском заводе в Ленинграде, был шлифовщиком, бригадиром шлифовщиков. Был передовиком производства. В 1971 году Лебедев стал зачинателем движения под лозунгом «Пятидневное задание за четыре дня!». На XXIV съезде КПСС (1971) избран членом ЦК КПСС.
Указом Президиума Верховного Совета СССР от 26 апреля 1971 года Евгений Лебедев был удостоен высокого звания Героя Социалистического Труда с вручением ордена Ленина и золотой медали «Серп и Молот».
Скончался в 1974 году, похоронен на Красненьком кладбище Санкт-Петербурга.